# Harri Jünger
Harri Jünger (* 15. Januar 1926 in Leipzig; † 27. Dezember 2016) war ein deutscher Slawist und Literaturwissenschaftler.

## Leben
Jünger studierte von 1948 bis 1952 Slawistik, Germanistik und Erwachsenenbildung an der Universität Leipzig. Von 1953 bis 1957 war er Doktorand an der Universität in Leningrad. 1957 promovierte er mit einer Arbeit zum Werk von A. N. Tolstoi in den 1920er Jahren. Bis 1962 schloss sich eine Tätigkeit an der Leipziger Universität an. 1961 habilitierte er in Leipzig. 
Ab 1962 war er Professor an der Friedrich-Schiller-Universität Jena. Seit 1963 war er Mitglied des Internationalen Slawistenkomitees und Direktor des Instituts für Slawistik. 1964 bis 1967 fungierte er als Prodekan und Dekan der Philosophischen Fakultät sowie als Direktor der Sektion Literatur- und Kunstwissenschaft und Leiter eines Forschungskollektivs. 1971 wurde er an die Humboldt-Universität zu Berlin berufen. Er war dort Direktor der Sektion Philologien, Germanistik und danach Direktor der Sektion Slawistik. 1975 erhielt er den Nationalpreis für wissenschaftliche Leistungen auf dem Gebiet der Erschließung der russischen und sowjetischen Literatur. 1990 die Ehrendoktorwürde der Moskauer Lomonossow-Universität für Forschungen auf dem Gebiet der Philologie.
1990 wurde er emeritiert. Danach trat er als Literat und als Autor eines philosophischen Werkes hervor.

## Publikationen
- Literaturen der Völker der Sowjetunion. Leipzig 1967, 2. Auflage Leipzig 1968.
- The Literatures of the Soviet Peoples. A Historical and Biographical Survey. Edited by Harri Jünger. Frederick Ungar Publishing Co., New York 1970.
- Geschichte der russischen Sowjetliteratur (Leiter des Forscherteams). 1917–1967. Berlin 1977.
- Chronist der Zeitenwende. Alexej Tolstoi und seine Romantrilogie Der Leidensweg. Halle 1960.
- Alexej Tolstoi. Erkenntnis und Gestaltung. Berlin 1969.
- Die Rezeption der sowjetischen Literatur in der Deutschen Demokratischen Republik. (Leiter des Forscherteams). Berlin 1986.
- Ein Menschenleben als Komödie. Wahrheit und Dichtung. Verlag NEUNPLUS 1, Berlin 2001, ISBN 3-936-03301-3.
- Die Liebe der Literaten und die Philosophie der Liebe. Verlag Pro BUSINESS, Berlin 2006, ISBN 3-939-53375-0.